# 150-я стрелковая дивизия (2-го формирования)
150-я стрелковая дивизия — воинское формирование Вооружённых сил СССР в Великой Отечественной войне.

## История
Формирование дивизии было начато на станции Юрга Новосибирской (в настоящее время — Кемеровской) области 23 июля 1942 года на базе 1-й Сталинской стрелковой дивизии добровольцев-сибиряков, формировавшейся с начала июля того же года.
Личный состав дивизии формировался во многом за счёт спецпереселенцев, а также рабочих Кузбасса .
В действующей армии — с 6 октября 1942 по 19 апреля 1943 года.
В сентябре 1942 года была переброшена в Подмосковье, где доукомплектовалась, а оттуда к 6 октября была переброшена к станциям Селижарово и Шуваево, где выгрузилась.
Совершила 170-километровый пеший марш от мест выгрузки к позициям в район населённого пункта Скворцово (высота 213,1) к западу от города Белого, в ходе которого личный состав был совершенно истощён. Заняла исходные позиции только к середине ноября, некоторое время отдыхала. 23 ноября приняла первый бой за деревню Дмитровка.
25 ноября перешла в наступление южнее города Белый, находясь на левом, ближнем к городу, фланге ударной группы армии. Штурмовала немецкие укрепления у Клемятино и вступила в ожесточённый бой за Дубровку. На данном участке вражеская оборона была особенно сильна, дивизия смогла продвинуться на небольшое расстояние до полудня, после чего штурмовала вражеские позиции весь день и всю ночь на 26 ноября при поддержке танкового батальона 219-й танковой бригады (1-го механизированного корпуса) и 16-го Гвардейского миномётного полка, но успеха не добилась. Ведя бои на непосредственных южных подступах к Белому, понесла колоссальные потери. 7-8 декабря дивизия ударом немецких войск с юга на Белый была рассечена надвое, меньшей частью попала в окружение, откуда остатки дивизии вышли 15 декабря. По скромным оценкам, дивизия потеряла 60 % личного состава.
После операции дивизия была выведена в резерв, где пополнялась и доукомплектовывалась.
15 января 1943 года прибыла из резерва в район северо-западнее Великих Лук, где перед дивизией была поставлена задача срезать узкий коридор, пробиваемый вражескими частями к окружённому городу. 16 января перешла в наступление и, медленно продвигаясь вперёд, вынудила противника отвести войска, после чего вела бои на том участке до 21 января.
После взятия Великих Лук до 15 февраля оборонялась на достигнутых рубежах, а затем совершила трёхдневный марш к городу Локня, где располагались части 6-го стрелкового корпуса, и участвовала в боях за город.
За боевые заслуги 19 апреля 1943 года была преобразована в 22-ю гвардейскую стрелковую дивизию (2-го формирования). 22-й порядковый номер высвободился после обращения 22-й гв. сд (1-го формирования) на формирование 2-го гвардейского механизированного корпуса.

## Полное название
150-я стрелковая Новосибирская дивизия

## Состав
- 469-й стрелковый полк
- 674-й стрелковый полк
- 756-й стрелковый полк
- 328-й артиллерийский полк
- 224-й отдельный истребительно-противотанковый дивизион
- 432-я отдельная зенитная артиллерийская батарея
- 188-й пулемётный батальон
- 175-я разведывательная рота
- 221-й сапёрный батальон
- 258-й отдельный батальон связи
- 195-й медико-санитарный батальон
- 152-я автотранспортная рота
- 171-я отдельная рота химической защиты
- 287-я полевая хлебопекарня
- 65-й дивизионный ветеринарный лазарет
- 1983-я полевая почтовая станция
- 1137-я полевая касса Госбанка

## Подчинение
| Дата            | Фронт (округ)            | Армия             | Корпус                | Примечания |
| --------------- | ------------------------ | ----------------- | --------------------- | ---------- |
| 01.08.1942 года | Сибирский военный округ  | -                 | -                     | -          |
| 01.09.1942 года | Сибирский военный округ  | -                 | 6-й стрелковый корпус | -          |
| 01.10.1942 года | Московский военный округ | -                 | 6-й стрелковый корпус | -          |
| 01.11.1942 года | Калининский фронт        | 22-я армия        | 6-й стрелковый корпус | -          |
| 01.12.1942 года | Калининский фронт        | 41-я армия        | 6-й стрелковый корпус | -          |
| 01.01.1943 года | Калининский фронт        | 41-я армия        | 6-й стрелковый корпус | -          |
| 01.02.1943 года | Калининский фронт        | 3-я ударная армия | 6-й стрелковый корпус | -          |
| 01.03.1943 года | Калининский фронт        | 41-я армия        | 6-й стрелковый корпус | -          |
| 01.04.1943 года | Калининский фронт        | -                 | 6-й стрелковый корпус | -          |

## Командование

### Командиры
- Гузь, Николай Олимпиевич, с 23.07.1942 по 19.04.1943, полковник.

### Заместители командира
- Виноградов, Александр Ефимович, с ??.06.1942 по ??.07.1942, полковник.